# Ochrotrichia robisoni
Ochrotrichia robisoni är en nattsländeart som beskrevs av Frazer och Harris 1991. Ochrotrichia robisoni ingår i släktet Ochrotrichia och familjen smånattsländor. Inga underarter finns listade i Catalogue of Life.